# Wielki Kolaps

Wielki Kolaps

Schemat przebiegu Wielkiego Wybuchu. Wielki Kolaps stanowi odwrócenie tego procesu.

Wielki Kolaps (Wielka Zapaść, Wielki Kres i Wielki Krach, Wielki Skurcz, z ang. Big Crunch) – hipoteza kosmologiczna opisujących koniec istnienia Wszechświata. Zakłada ona, że proces rozszerzania Wszechświata nie będzie przebiegać wiecznie. Pod wpływem grawitacji jego rozszerzanie będzie zwalniało aż ustanie i rozpocznie się proces do niego odwrotny – „kurczenie się Wszechświata”. Zgodnie z niektórymi hipotezami, również czas będzie płynął w odwrotnym kierunku. Przebieg kurczenia się Wszechświata, zgodnie z hipotezą Wielkiego Kolapsu, podzielić będzie można na etapy:
- zbliżania się do siebie galaktyk,
- scalanie się galaktyk,
- scalania się gwiazd i planet,
- pod wpływem ogromnej siły grawitacji nastąpi rozbicie atomów i scalenie do plazmy jąder atomowych i elektronów (które scalą się w neutrony),
- w materii neutronowej zanikną granice między poszczególnymi neutronami i powstanie materia kwarkowa.

Każdy kolejny etap przebiegać będzie coraz szybciej, z powodu wzrastającej grawitacji, a co za tym idzie, wzrostu temperatury i gęstości.
Wielki Kolaps stanowi odwrócony proces Wielkiego Wybuchu – Wszechświat znów zapadnie się do stanu o skrajnie wysokiej gęstości lub wręcz osobliwości.